# Hércules y la hidra de Lerna
Hércules y la hidra de Lerna es un cuadro del pintor Gustave Moreau, realizado en 1876, que se encuentra en el Instituto de Arte de Chicago, Estados Unidos.
El pintor representa a Hércules, instantes antes de enfrentarse a la hidra, a la que pinta como un dragón de siete cabezas, rodeado de sus víctimas.
Moreau, gran amante de la mitología griega como fuente de inspiración, representa uno de los doce trabajos de Hércules, el que significaría la destrucción de la hidra del lago Lerna. La hidra era una serpiente acuática, hija de Tifón, padre también de los vientos. La celosa esposa de Zeus, Hera, había criado a la hidra para probar la resistencia de Hércules, pues las flechas que clavó el héroe en la hidra no hacían efecto y cuando le cortaba una cabeza con la espada, de ella brotaba una nueva cabeza. Finalmente, Hércules, con la ayuda de su sobrino Yolao, quemó un bosque y con los tizones cauterizaba la herida de la cabeza cortada, impidiendo su resurgir.
En el Museo Gustave Moreau de París hay otro óleo del pintor con el mismo título y temática.
Este es un tema varias veces representado en la Historia del Arte, como ilustra el cuadro de Zurbarán que está en el Museo del Prado: Hércules lucha contra la hidra de Lerna.